# Rivulus violaceus
Rivulus violaceus är en fiskart som beskrevs av Costa, 1991. Rivulus violaceus ingår i släktet Rivulus och familjen Rivulidae. Inga underarter finns listade i Catalogue of Life.